# EV19 Maasroute
De Maasroute (Meuse Cycle Route) is een geheel bewegwijzerde fietsroute op Europese schaal van zo'n 1050 kilometer lang. De route maakt deel uit van het EuroVelo-fietsroutenetwerk van de European Cyclists' Federation, en is opgezet met financiering vanuit een Interreg-programma van de Europese Unie. Het type bewegwijzering verschilt van land tot land omdat gebruik wordt gemaakt van nationale netten van lange-afstandsfietsroutes. De route is vooral bedoeld voor fietsvakantie. 

## Routebeschrijving
Per land zijn de belangrijkste steden die doorkruist worden:
| Land      | Belangrijkste steden (kruising met andere EuroVelo) |
| --------- | --- |
| Frankrijk | Langres, Neufchâteau, Commercy, Verdun, Sedan, Charleville-Mézières, Givet                                                                             |
| België    | Agimont, Dinant (EV5), Namen (EV3, EV5), Huy, Luik (EV3), Lanaye, Moelingen, Maaseik, Kessenich                                                        |
| Nederland | Eijsden, Maastricht, Thorn, Roermond, Venlo (EV4), Den Bosch, Gorinchem (EV15), Dordrecht (EV15), Hoek van Holland (EV2, EV12, EV15), Rotterdam (EV15) |

De route volgt de Maas van de bron tot de monding in het Hollandsch Diep en vanaf daar via Hoek van Holland naar Rotterdam.
De totale afstand bedraagt 1050 kilometer. Bij het gedeelte rond de Grensmaas kan worden gekozen voor een variant aan de Nederlandse of de Belgische zijde van de Maas. Voor gidsen en toelichtingen moet gebruikgemaakt worden van het materiaal dat per land beschikbaar is. In sommige gevallen kan dat er toe leiden dat het alleen beschikbaar is in de taal van dat land. 

### Frankrijk
De route start in Langres op het Plateau van Langres. In Pouilly-en-Bassigny ligt de bron van de Maas. De route voert langs Domrémy-la-Pucelle, de geboorteplaats van Jeanne d'Arc. De route voert daarnaast door steden als Verdun, Sedan en Charleville-Mézières. Verdun is bekend uit de Eerste Wereldoorlog om de Slag om Verdun. Na Givet passeert de route de grens. In Frankrijk volgt de route de Meuse à Vélo.

### België
In Wallonië maakt de route gebruik van de RAVeL Meuse, in Vlaanderen van de LF Maasroute. Dinant is goed te zien vanwege de Citadel van Dinant. Vanaf hier tot aan Namen loopt de route parallel met de EV5 Via Romea Francigena. Ook in Namen is er zicht op de Citadel van Namen. Vanaf Namen tot Luik loopt de EV3 Pelgrimsroute parallel mee. In Huy is er zicht op wederom een citadel. Na Lanaye kan worden gekozen voor een traject over de Nederlandse of de Vlaamse zijde van de Grensmaas. Vanaf Lanaye is de route bewegwijzerd als LF Maasroute. Het Vlaamse traject gaat door Maaseik en passeert de grens na Kessenich. Als voor het Nederlandse deel wordt gekozen dan wordt in Lanaye de Maas al overgestoken naar Nederland.

### Nederland
In Nederland is de gehele route bewegwijzerd als LF Maasroute. De Nederlandse variant van de Grensmaas loopt via Eijsden naar Maastricht. In Thorn komen de Vlaamse en Nederlandse variant samen. Via Roermond wordt Venlo bereikt waar de route kruist met de EV4 Midden-Europaroute. De route volgt het Rivierengebied. Tussen Gorinchem en Dordrecht loopt de EV15 Rijnroute parallel mee met de route. In Hoek van Holland kan worden aangesloten op de EV2 Hoofdstedenroute, de EV12 Noordzeeroute en de EV15 Rijnroute. In eindpunt Rotterdam kan worden aangesloten op de EV15 Rijnroute.